# Yele jezik
Yele jezik (yelejong, rossel, yela, yeletnye, yelidnye; ISO 639-3: yle), papuanski jezik koji je po starijoj klasiifikaciji pripadao u istočnopapuanske jezike, uže skupine Yele-Solomons, kojim govori oko 3 750 ljudi (1998 Rossel Health Centres) u provinciji Milne Bay u Papui Novoj Gvineji, na otoku Rossel i oko 500 u Port Moresbyju i Alotau..
Prema novijoj klasifikaciji jedini je predstavnik istoimene podskupine porodice yele-zapadnonovobritanskih jezika koja je nastala odvajanjem od istočnopapuanske porodice.
Postoji nekoliko dijalekata: daminyu, bou, wulanga, jinjo, abaletti i jaru. Znatan dio može govoriti jezike misima-paneati [mpx] ili engleski [eng].

## Vanjske poveznice
- Ethnologue (14th)
- Ethnologue (15th)